# Basil Green Motors
Basil Green Motors, in der Fahrzeug-Identifizierungsnummer mit BG abgekürzt, ist ein ehemaliges Rallyeteam und betätigte sich zudem als Automobiltuner und -hersteller. Unternehmenssitz war in Johannesburg, Südafrika. Das Unternehmen war auf Fahrzeuge der Marke Ford spezialisiert, wobei die Modelle des Herstellers an dem am Modellnamen angehängten Markennamen Perana erkenntlich sind. Der Name Perana ist eine bewusste Falschschreibung, da Piranha schon geschützt war. Derzeit existiert das Unternehmen zwar weiterhin, betätigt sich aber nur noch als Vertragshändler für Ford und Mazda.
Das von Basil Green im Jahre 1967 gegründete Unternehmen befasste sich in seiner Anfangszeit mit dem Motortuning von Fahrzeugen der Marke Ford und beteiligte sich zudem als Rallyeteam an einer Vielzahl von Rennen. Mit dem Erlangen mehrerer Gewinne wurde auch die Ford Motor Company auf das Unternehmen aufmerksam und setzte das Unternehmen für einige der südafrikanischen Modelle als eine Art hauseigenen Tuner ein.

## Ford Cortina Perana V6

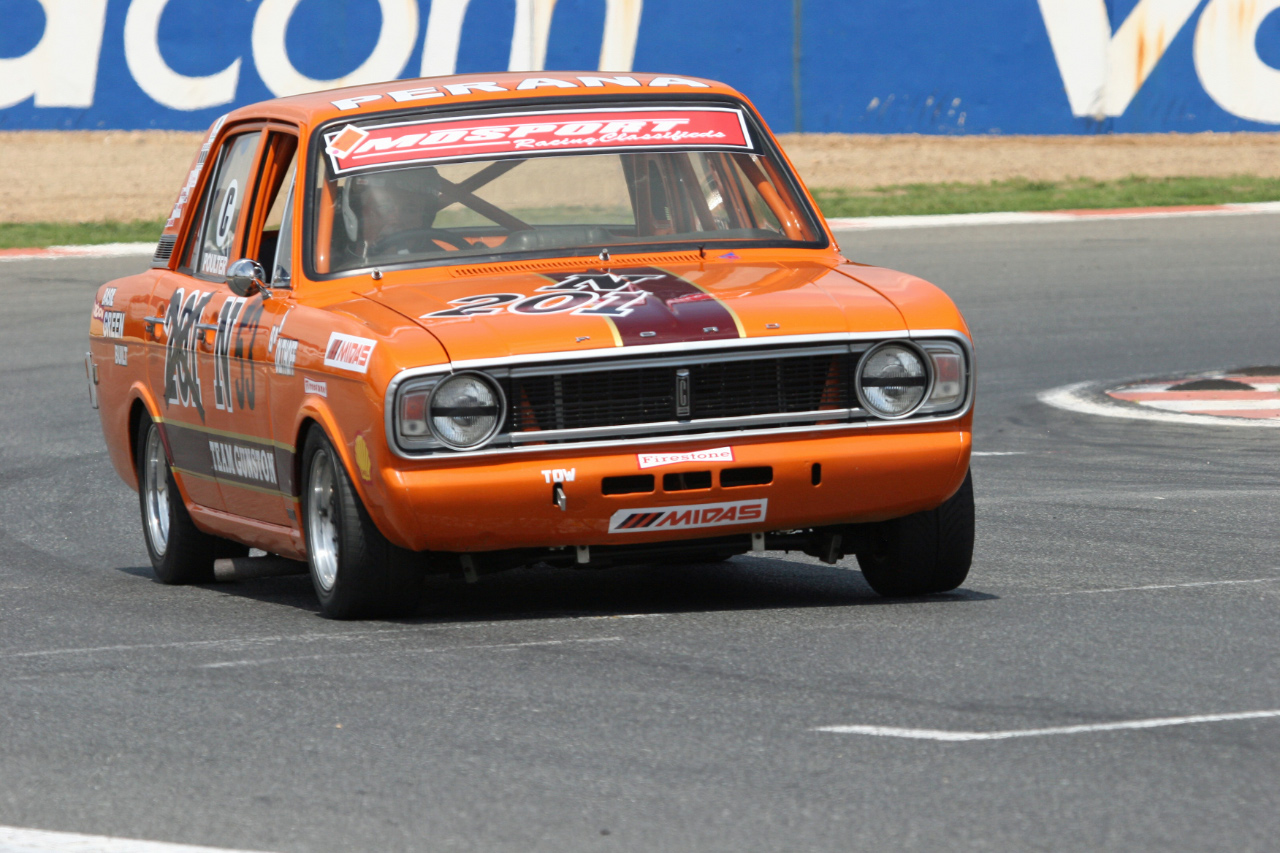
Cortina Perana (Team Gunston)

Das erste Modell des Herstellers war der Ford Cortina Perana V6, welcher im Jahre 1967 als Tuningmodell aufgelegt wurde. Die Serienproduktion begann allerdings erst ein Jahr später im Sommer. Den Vertrieb übernahm Grosvenor Motors, der damals größte Ford-Händler Südafrikas. Der Preis lag bei 2950 Rand. Die Standardversion basierte auf dem Ford Cortina Mk II GT. Für die von der Gunston Cigarette Company bestellten Einheiten hingegen wurde der Ford Cortina XL als Basis verwendet. Als Motorisierung wurde ein Essex-V6-Motor mit einem Hubraum von 2994 cm³ eingesetzt. Motor und Antriebsstrang aus dem Ford Zephyr übernommen. Der Cortina Perana V6 war 64 kg schwerer als das Ford-Standardmodell. Erkennungsmerkmale des Cortina Perana V6 sind zum einen der schwarze Querstreifen über die Motorhaube sowie ein schwarzer Frontgrill und schwarze Felgen.
Die zweite Generation des Ford Cortina Perana V6 brachte Basil nach dem erfolgten Generationenwechsel 1972 auf den Markt. Die auch als Cortina Big Six bekannten Modelle, erhielten dieselben Motoren wie der Vorgänger.

## Ford Escort Perana
Zweites Modell des Herstellers war ab 1968 der Sportwagen Ford Escort Perana. Ford wollte eigentlich den Escort RS1600 dafür einsetzen, doch erwies sich der Cosworth-BD-Motor als zu komplex für Südafrika. Basil Green Motors machte so neue Pläne und verwendete den vierzylindrigen OHC-Motor mit 2 Liter Hubraum.
Die ausgebauten RS1600-Motoren verkaufte Basil Green für 695 Rand pro Stück.

## Ford Capri Perana

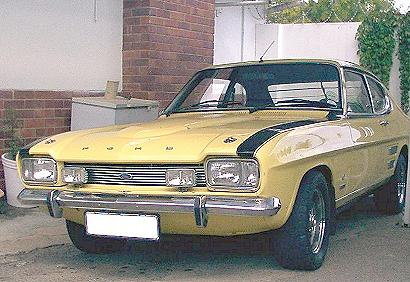
Ford Capri Perana

Vom dritte Modell, dem Ford Capri Perana, wurden 1969 zunächst knapp 20 Einheiten mit einem V6-Motor gebaut. Die Höchstgeschwindigkeit lag bei 186 km/h. Da Ford den Essex-V6 ab 1970 serienmäßig für den Capri anbot, wollte Basil Green einen stärkeren Motor verwenden. Bereits im Folgejahr wurde der V6 durch V8-Motoren des Typs Ford Windsor aus dem Ford Mustang ersetzt. Technisch gesehen war der Capri Perana eine Mischung aus dem australischen Ford XW Falcon und dem amerikanischen Ford Mustang. Lieferbar war das Modell mit einem manuellen 4-Gang Toploader Getriebe und dem Ford-C4-Automatikgetriebe. Der Preis des Fahrzeuges lag anfangs bei 4450 Rand. Die Höchstgeschwindigkeit betrug 228,4 km/h. Für die Beschleunigung auf 100 km/h benötigte der Capri Perana 6,7 Sekunden, mit dem Automatikgetriebe 7,0 Sekunden. Offiziell gab es den Capri Perana nur in den Farben „Bright Yellow“ und „Piri Piri Red“. Vereinzelt gab es auch andere Farben, Basil Greens persönlicher Capri war grün. Der Capri Perana wurde bis 1973 bei Ford of South Africa produziert.

### Rennsport

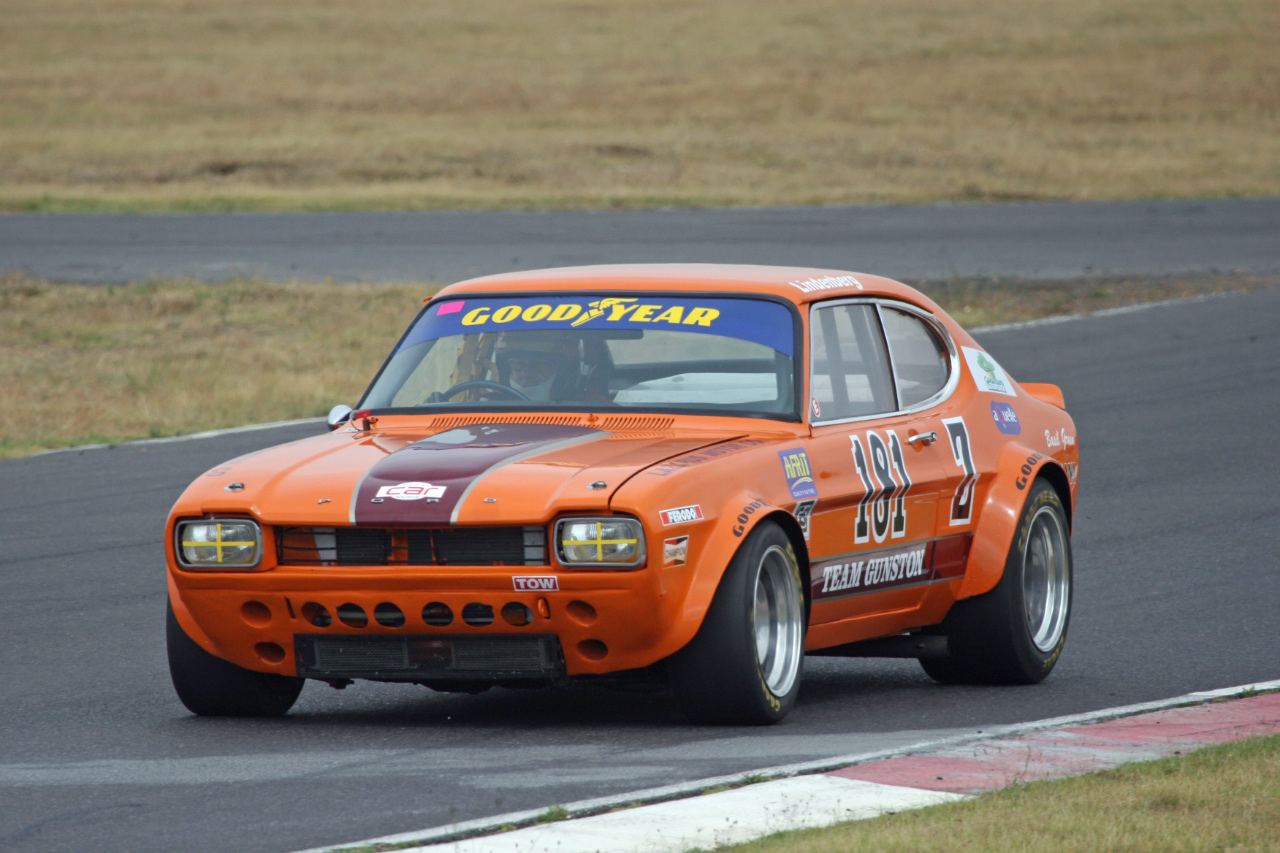
Ford Capri Perana (Gunston Cigarette Company)

Auf Basis des Capri Perana V8 wurden auch Rennwagen für die südafrikanische Saloon Car Championship gebaut. Der Z 181 war der einzige Gruppe-5-Wagen und gewann in der Saison 1970 13 von 14 Rennen und stellte auf allen Kursen neue Rundenbestzeiten auf. Nach Regeländerungen aufgrund dieser Dominanz baute Basil Green sechs Fahrzeuge für die Gruppe 2. Eines dieser Fahrzeuge gewann 1971 die Meisterschaft, ein anderes, der A2, im Jahr 1972. Die technischen Veränderungen betrafen hauptsächlich den Motor, während z. B. die Bremsen bis auf härtere Beläge vorne die gleichen wie bei Serien-Capris blieben. Da die Radaufhängungen nicht verändert werden durften, wurden die hinteren Blattfedern nach innen gebogen, um Platz für die 14,5 Zoll breiten Felgen zu schaffen.
Der Z 181 wurde komplett neu aufgebaut und fährt heute noch bei Oldtimer-Rallyes. Der A2 wurde in Rhodesien wiedergefunden und von einem Sammler nähe Kapstadt restauriert. Eines der anderen Autos wurde von Basil Green persönlich bei Testfahrten auf dem Kyalami Grand Prix Circuit in einem Unfall zerstört. Der Verbleib der restlichen Fahrzeuge ist unbekannt.

## Ford Granada V8

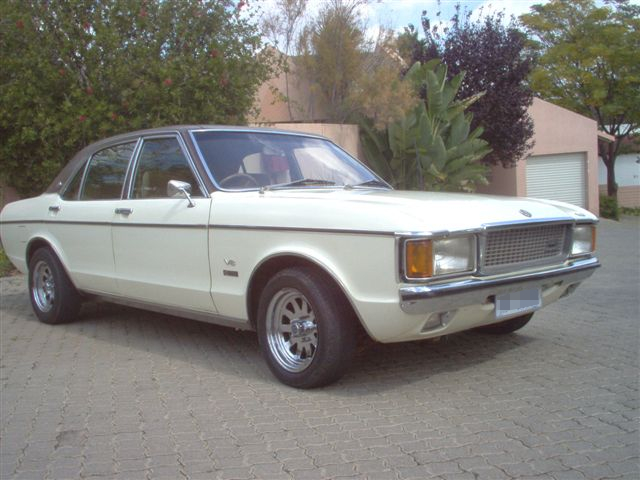
Ford Granada V8 (Basil Green Motors)

Der 1973 eingeführte Ford Granada V8 bekam als einziges Fahrzeug von Basil Green Motors nicht den Namenszusatz Perana. Dieser hatte einen V8-Motor mit einem Hubraum von 5 Litern. Es gab sowohl Versionen mit manuellem Schaltgetriebe, als auch mit Automatik. Mit einer Höchstgeschwindigkeit von 206,9 km/h und einer Beschleunigung auf 100 km/h in 7,8 Sekunden wurde das Modell das Lieblingsfahrzeug des damaligen Ford-Präsidenten Lee Iacocca. Ford Köln kaufte 2 Granada V8, um zu untersuchen, ob sie auch für den europäischen Markt geeignet sind. Die Ölpreiskrise setzte diesen Plänen ein Ende.

## Escort XR3
Nach vielen Jahren ohne Änderungen präsentierte das Unternehmen 1980 ihren Ford Escort XR3 Perana. Erstmals in der Unternehmensgeschichte wurde die Leistungssteigerung nicht durch einen Umbau des Motors erzielt, sondern beschränkte sich auf klassisches Tuning, wie z. B. einen anderen Vergaser.

## Sapphire
Zwei Jahre später präsentierte das Unternehmen den Ford Sapphire Perana, der bei SAMCOR einige Jahre später als Ford Sierra aufgelegt wurde, um die steigende Nachfrage zufriedenzustellen. Der Sapphire war als 3,0- (222 km/h) und 3,4-Liter-Version (236 km/h) erhältlich, wobei letztere bei JT Development entstanden.

## Filme
- Ford Capri Perana V8 auf einem 1/4-Meilen-Rennen auf den Santa Pod Raceway
- The Perana Story (Trailer)